# Marquês de Northampton

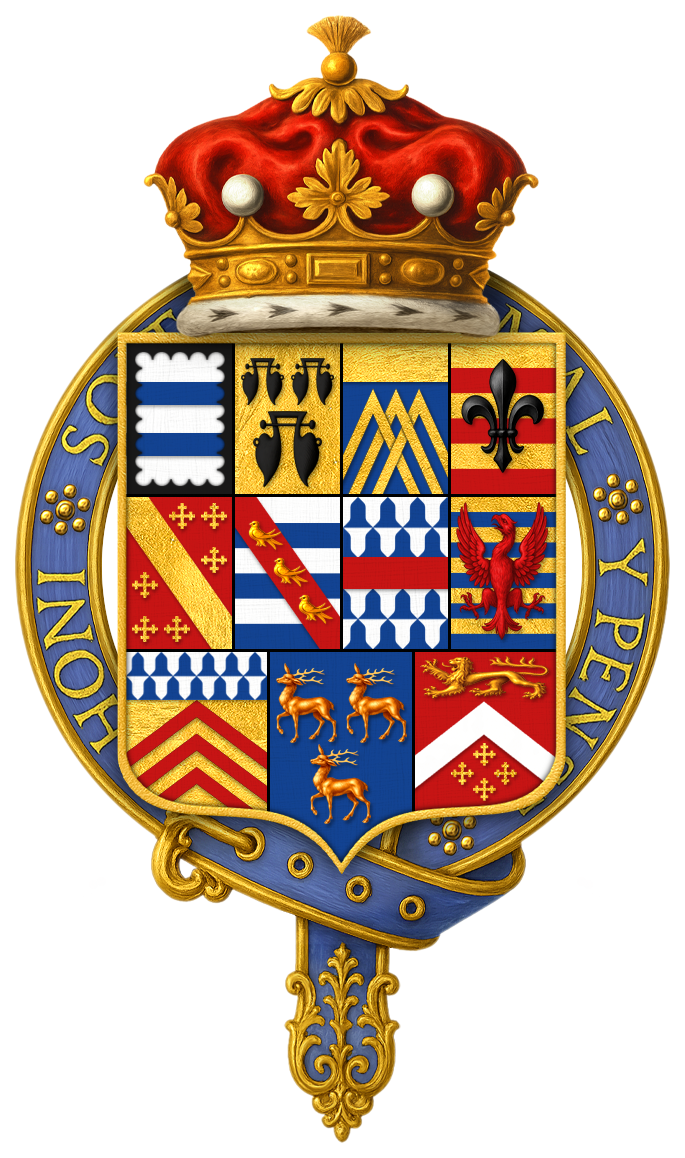
Brasão de Armas de William Parr, Marquês de Northampton (primeira criação)

O título Marquês de Northampton foi criado duas vezes no Pariato da Inglaterra. A primeira criação do marquesado foi em 1547 para William Parr, um irmão de Catarina Parr, esposa de Henrique VIII. Já a segunda criação do marquesado foi em 1812 no Pariato do Reino Unido para Charles Compton, 9.º Conde de Northampton.

### Outros membros notáveis da família Compton
Vários outros membros da família Compton ganharam distinção. Henry Compton, sexto filho do 2.º conde de Northampton, foi bispo de Londres. Spencer Compton, 1.º Conde de Wilmington, primeiro-ministro da Grã-Bretanha de 1742 a 1743, era o terceiro filho do 3.º Conde. Catherine Compton, filha do Exmo. Charles Compton, terceiro filho do quarto conde, foi nomeado Baronesa Arden em 1770. Ela era esposa de John Perceval, 2.º Conde de Egmont, e mãe de outro primeiro-ministro, Spencer Perceval . Lord Alwyne Compton, quarto filho do segundo Marquês, era Bispo de Ely . Lord Alwyne Compton, terceiro filho do quarto Marquês, era um político Unionista. Ele era o pai do capitão Edward Robert Francis Compton. Este último casou-se como primeira esposa com Sylvia, filha de Alexander Haldane Farquharson. Seu filho Alwyne Arthur Compton foi oficialmente reconhecido por mandado do Lord Lyon no sobrenome de Farquharson de Invercauld e como Chefe do Clã Farquharson em 1949.

### Propriedades

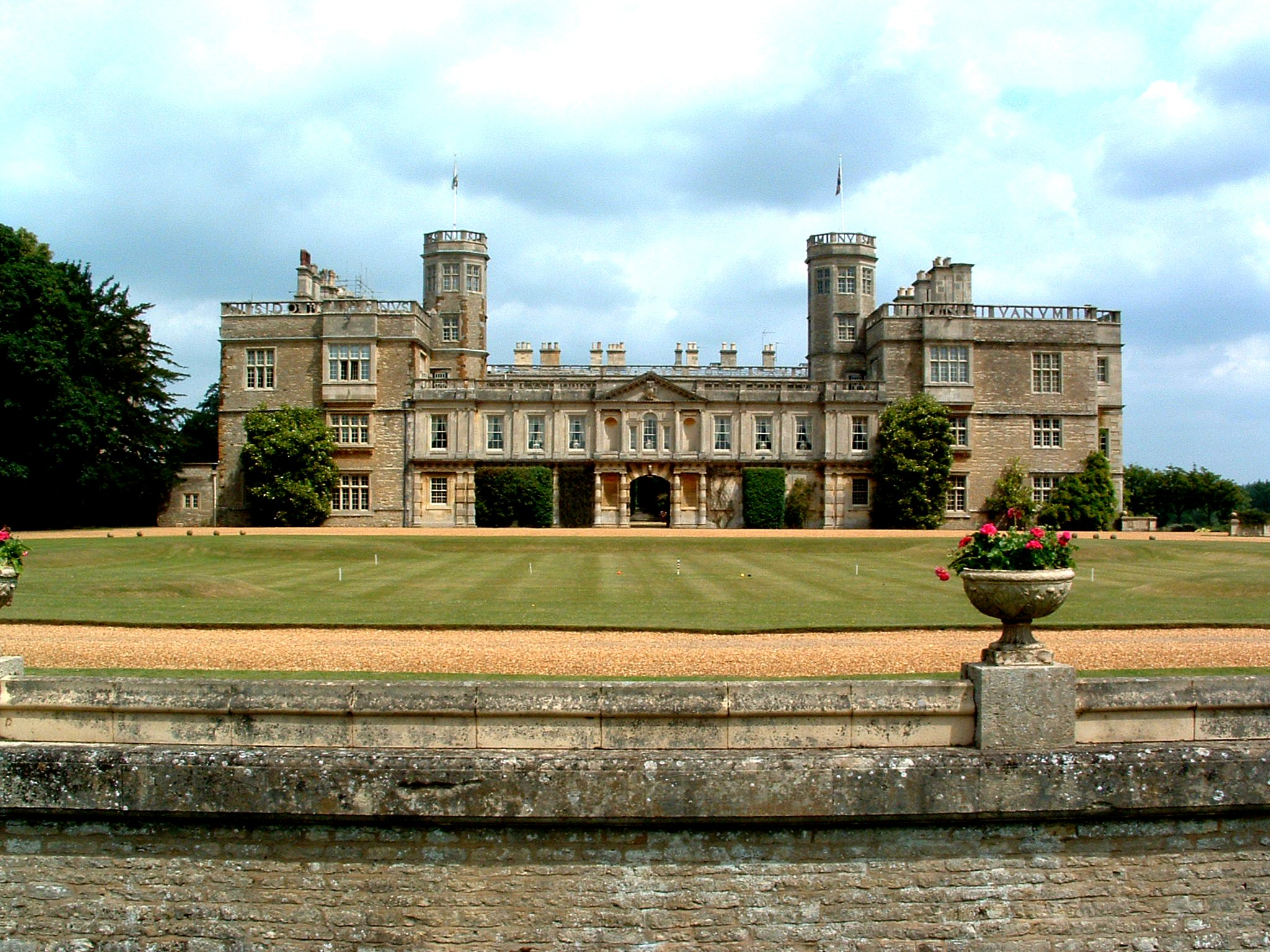
Castelo Ashby House em Northamptonshire.

A família Compton é uma grande proprietária de terras. Suas duas principais propriedades são: Castelo Ashby House, em Northamptonshire e Compton Wynyates, em Warwickshire. A família também possui terras e propriedades, incluindo a Torre Canonbury  do século XVI, em Islington, norte de Londres, onde muitas ruas têm nomes associados a esta família. Estes incluem: Alwyne Road/Place/Villas/Square; Rua Bingham; Compton Road/Terraço; Estrada Douglas; Estrada/Rua/Praça de Northampton; Rua Spencer; Rua Percival (antiga Perceval); e Wilmington Square.

## Marquês de Northampton; Primeira criação (1547)
- Guilherme Parr, 1.º Marquês de Northampton (1513–1571) (perdido em 1553; restaurado em 1559; extinto em 1571)

## Barões Compton (1572)
- Henry Compton, 1º Barão Compton (c. 1538-1589)
- William Compton, 2º Barão Compton (falecido em 1630) (criado Conde de Northampton em 1618)

## Condes de Northampton (1618)
Título subsidiário de Barão Compton até o 5º Conde.
- William Compton, 1.º Conde de Northampton, 2.º Barão Compton (falecido em 1630)
- Spencer Compton, 2.º Conde de Northampton, 3.º Barão Compton (1601–1643)
- James Compton, 3.º Conde de Northampton, 4.º Barão Compton (1622–1681)
- George Compton, 4.º Conde de Northampton, 5.º Barão Compton (1664–1727)
- James Compton, 5.º Conde de Northampton, 6.º Barão Compton (1687–1754)
  - Charlotte Townshend, 7.ª Baronesa Compton ( d. 1770 ), Barony Compton continuou com seus descendentes
- George Compton, 6.º Conde de Northampton (1692–1758)
- Charles Compton, 7.º Conde de Northampton (1737–1763)
- Spencer Compton, 8.º Conde de Northampton (1738–1796)
- Charles Compton, 9.º Conde de Northampton (1760–1828) (tornou-se Marquês de Northampton, Conde Compton e Barão Wilmington em 1812)

## Marqueses de Northampton; Segunda criação (1812)
- Charles Compton, 1.º Marquês de Northampton, 1.º Conde Compton, 1.º Barão Wilmington (1760–1828)
  -  Spencer Joshua Alwyne Compton, 2.º Marquês de Northampton, 2.º Conde Compton, 2.º Barão Wilmington (1790–1851)
    -  Charles Douglas-Compton, 3.º Marquês de Northampton, 3.º Conde Compton, 3.º Barão Wilmington (1816–1877)
    -  William Compton, 4.º Marquês de Northampton, 4.º Conde Compton, 4.º Barão Wilmington (1818–1897)
      -  William George Spencer Scott Compton, 5.º Marquês de Northampton, 5.º Conde Compton, 5.º Barão Wilmington (1851–1913)
        -  William Bingham Compton, 6.º Marquês de Northampton, 6.º Conde Compton, 6.º Barão Wilmington (1885–1978)
          -  Spencer Douglas David Compton, 7.º Marquês de Northampton, 7.º Conde Compton, 7.º Barão Wilmington ( b. 1946 )
            - (1). Daniel Bingham Compton, Earl Compton (born 1973)
              - (2). Henry Douglas Hungerford Compton, Lord Wilmington (born 2018)

          - Lord William James Bingham Compton (1947–2007)
            - (3). James William Compton (n. 1974)
              - (4). William Edward Richard Compton (n. 2010)

      - Lord Alwyne Frederick Compton (1855–1911)
        - Edward Robert Francis Compton (1891–1977)
          - Robert Edward John Compton (1922–2009)
            - questão masculina e descendentes no restante

O herdeiro aparente é o filho do atual titular, Daniel Bingham Compton, Conde Compton ( n. 1973 )<br> O herdeiro aparente do herdeiro é seu filho, Henry Douglas Hungerford Compton, Lorde Wilmington ( n. 2018 )